# Joan Prat i Carós
Joan Prat i Carós (1947) és antropòleg, catedràtic emèrit d'antropologia a la Universitat Rovira i Virgili de Tarragona.
Ha estar professor a la Universitat de Barcelona i a la Universitat Rovira i Virgili. Ha fet estudis sobre les religions i l'espiritualitat, àmbits que ha abordat des de diverses perspectives: la religió popular o "experiència religiosa ordinària", les manifestacions no legitimades del fenomen religiós conegudes com a "sectes", i l'espiritualitat. A més, s'ha interessat per altres àmbits d'estudi com les festes, la cultura popular, la història i la bibliografia del folklore i l'antropologia a Espanya o el mètode biogràfic.

## Llibres més destacats[4]
- Los sentidos de la vida: la construcción del sujeto, modelos del yo e identidad (2007). Barcelona, Bellaterra.
- El estigma del extraño: un ensayo antropológico sobre sectas religiosas (2001). Barcelona, Ariel, 2001.
- Antropología de los pueblos de España, coordinat conjuntament amb Isidoro Moreno Navarro, Ubaldo Martínez Veiga i Jesús Contreras Hernández. Madrid, Taurus.
- La mitologia i la seva interpretació (1984). Sant Cugat del Vallès, Barcelona, Els Llibres de la Frontera
- Les festes populars (1984), conjuntament amb Jesús Contreras Hernández. Barcelona, La Llar del Llibre, Els Llibre de la Frontera.
- La cultura popular a Catalunya: estudiosos i institucions, 1853-1981 (1982), conjuntament amb Llorenç Prats Canals, M. Dolors Llopart i Puigpelat. Barcelona : Fundació Serveis de Cultura Popular.
- Las raíces del miedo: antropología del cine de terror (1979), conjuntament amb Romà Gubern Garriga-Nogues. Madrid, Tusquets editors.
- Els nous imaginaris culturals: Espiritualitats orientals, teràpies naturals i sabers esotèrics (2012), coordinat conjuntament amb Montse Anguera, Felip R. Caudet, Dominika Dittwald, Jose Reche Navarro, Inés Tomàs Alabart, Iolanda Vivancos. Tarragona, Publicacions URV.
- I això és la meva vida: relats biogràfics i societat (2004), coordinació. Barcelona, Generalitat de Catalunya. Departament de Cultura